# The Caves of Androzani
The Caves of Androzani è una macrostoria della ventunesima stagione della serie classica del serial televisivo britannico Doctor Who. Fu trasmessa in origine in quattro parti dall'8 al 16 marzo 1984 in Gran Bretagna. In Italia è tuttora inedita. La storia contiene l'ultima apparizione di Peter Davison nei panni del Quinto Dottore e il debutto di Colin Baker, il Sesto Dottore. Nel 2009 è stata votata dai fan il miglior serial della storia di Doctor Who.

## Trama
La città di Androzani Minor è l'unica fonte della droga "spectrox", prodotta dai pipistrelli all'interno delle caverne del pianeta desertico. Gli abitanti della vicina Androzani Major fanno affidamento sullo spectrox per le sue capacità di estensione della vita. L'estrazione mineraria dello Spectrox è controllata dal conglomerato commerciale di Trau Morgus, ma è minacciata da Sharaz Jek, una figura mascherata che si nasconde nei sistemi di grotte e controlla un esercito di androidi che sabotano ripetutamente gli scavi minerari. Morgus ha finanziato pubblicamente l'operazione militare guidata dal generale Chellak per sconfiggere Jek, ma impiega segretamente i mercenari Stonz e Krelper per rifornire Jek di armi per trarre profitto dalla guerra.
Il TARDIS atterra su Androzani Minor, e il Dottore e Peri iniziano ad esplorare le caverne. Entrambi restano momentaneamente intrappolati in una sostanza appiccicosa, ma procedono oltre. I due vengono catturati da Chellak, che crede che stiano aiutando i sabotatori. Chellak invia l'immagine dei due intrusi a Morgus che non li riconosce ed ordina la loro esecuzione. Nel momento dell'esecuzione, Chellak scopre che Jek è stato in grado di sostituirli con degli androidi.
Nel covo di Jek, il Dottore e Peri lamentano di sentirsi male, e l'androide Salateen diagnostica che essi sono stati colpiti dagli effetti dello spectrox grezzo, che è letale; l'anti-tossina è il latte della regina pipistrello, ma a causa della recente guerra, i pipistrelli sono scesi ai livelli più profondi della miniera, in ambienti privi di ossigeno. Jek spiega che è in guerra con Morgus poiché le azioni di questi hanno portato alla sua sfigurazione. Jek lascia i due in custodia dei suoi androidi mentre incontra Stotz e Krelper. Il Dottore riprogramma gli androidi per riuscire a fuggire. I due sono presi nel mezzo di una delle battaglie e Peri viene catturata da Chellak, mentre il Dottore è costretto a partire con Stotz e Krelper.
Stotz decide di portare il Dottore direttamente al cospetto di Morgus, e comunica con lui in rotta olografica. Morgus vede il Dottore vivo, e credendo che l'esercito lo stia ingannando, uccide il Presidente di Androzani e decide di recarsi ad Androzani Minor per sistemare le cose. Il Dottore requisisce la nave di Stotz e la riporta alla superficie di Androzani Minor e parte per salvare Peri prima che Stotz e Krelper si riprendano.
Chellak inizia un massiccio attacco contro gli androidi di Jek, che finisce per costargli la vita così come la morte della maggior parte dei soldati e degli androidi. Durante questo scontro, Jek salva Peri mentre inizia a soccombere all'avvelenamento. Alla sua base, Jek attiva il sistema di raffreddamento per aiutare a lenire i dolori di Peri. Il Dottore, cominciando a risentire degli effetti dell'intossicazione da spectrox, arriva alla base. Jek ha pietà dei due, e fornisce al Dottore una bombola d'ossigeno in modo che possa recarsi dalla regina dei pipistrelli per prendere l'antidoto.
Morgus atterra sulla nave precipitata di Stotz, e scopre che la sua accorta segretaria lo ha privato del potere. Morgus si accorda rapidamente con Stotz per rubare la fornitura di Jek di spectrox per poi fuggire insieme, e Stotz uccide Krepler. Scoperta la base segreta di Jek, Morgus, Stotz e Jek iniziano una lotta e finiscono per uccidersi a vicenda.
Il Dottore riesce a trovare la regina pipistrello e prende due fiale del suo latte. Ritornando alla base, prende Peri in braccio e si trascina fuori dalle caverne, rompendo però nel processo una delle due fiale di prezioso latte. Giunto sul TARDIS, Il Dottore lo mette in moto e dà da bere a Peri il latte contenuto nella fiala rimasta. Peri guarisce e si riprende velocemente, ma scorge il Dottore steso sul pavimento che si lamenta. Egli le spiega che non era rimasto abbastanza latte per curare entrambi, ma che comunque il suo corpo si rigenererà a breve, sebbene senta che sarà in modo diverso rispetto alle sue precedenti rigenerazioni. Il Dottore viene preso dalle allucinazioni e comincia a vedere immagini dei suoi compagni di viaggio del passato che gli urlano di resistere e di combattere per restare in vita, seguite dal volto della sua nemesi Il Maestro che ridendo gli urla di lasciarsi andare e morire. Il Dottore pronuncia il nome «Adric?» prima che la rigenerazione si compia definitivamente. Terminato il processo, il "nuovo" Dottore si rialza con un aspetto totalmente diverso. Quando Peri gli chiede cosa sia successo, il Dottore risponde: «Change, my dear, and it seems not a moment too soon... » ("Cambiamento, mia cara, e non un attimo troppo presto").

## Produzione
Il titolo provvisorio del serial era Chain Reaction. La lavorazione fu interrotta a causa di uno sciopero, che causò un serio ritardo nelle riprese. Di conseguenza, due scene dovettero essere tagliate per rispettare i tempi previsti. La prima sequenza avrebbe dovuto mostrare il Dottore e Peri nel TARDIS all'inizio della storia. Nella scena, il Dottore spiegava a Peri il motivo della loro visita a Androzani Minor. Apparentemente, da ragazzo, il Dottore cominciò a collezionare sabbia presa da diversi pianeti all'interno di bottiglie di vetro soffiato. Avendo smarrito la bottiglietta con la sabbia di Androzani, aveva deciso di tornare sul pianeta per prelevarne ancora. Era in questa scena che Peri diceva: «You're such a pain, Doctor». Tuttavia, quando venne ultimato il montaggio finale, si scoprì che alcuni frammenti di dialogo (come il Dottore che risponde: «I am not a pain», e i commenti di Peri circa la necessità di un po' di sabbia per "fare del vetro") alludevano alla sequenza tagliata. Per aggiustare il tutto, Davison e la Bryant recitarono fuori inquadratura parte della loro conversazione mentre il TARDIS si materializza sul pianeta. La seconda scena ad essere tagliata fu quella dello scontro tra il Dottore e la bestia di magma nella quarta parte del serial.
Mentre si trova nel suo ufficio, il personaggio di Morgus si rivolge direttamente agli spettatori parlando alla telecamera. Questo accadde perché l'attore John Normington fraintese alcune direttive del regista. Ma Harper stesso notò che la cosa aggiungeva tensione drammatica alla scena, e decise di mantenere la scena intatta. La rigenerazione del Quinto Dottore, come quella del Quarto, contiene una serie di flashback dei compagni di viaggio delle sue incarnazioni passate. Tuttavia, per questa rigenerazione, fu deciso di non utilizzare spezzoni d'archivio ma bensì nuove riprese con gli attori stessi. La tal cosa richiese la partecipazione di Matthew Waterhouse, Sarah Sutton, Janet Fielding, Mark Strickson, Gerald Flood, ed Anthony Ainley che tornarono in dei brevi cammei appositamente per la sequenza. Fielding, Strickson, Flood ed Ainley erano già sotto contratto, invece per Waterhouse, che aveva lasciato la serie nella diciannovesima stagione, e per la Sutton, che se ne era andata nella ventesima, si resero necessari degli accordi speciali. Allo sceneggiatore Johnny Byrne, che aveva creato il personaggio di Nyssa (nel 1981 per la storia The Keeper of Traken), venne pagato un compenso per ottenere l'autorizzazione ad usare il personaggio durante la scena della rigenerazione.
Davison ha scherzato in diverse occasioni su come venne "impallato" da Nicola Bryant (Peri) durante la sua ultima scena come Dottore della serie. Prima di essere colpito da allucinazioni durante la rigenerazione, Davison è sdraiato sul pavimento e il suo viso è nascosto dalla Bryant, inginocchiata al suo fianco. Mentre egli recita le sue ultime battute, la Bryant mostra in primo piano la sua scollatura. I titoli di coda della quarta ed ultima parte del serial, mostrano il viso del Sesto Dottore Colin Baker invece di quello di Peter Davison, e nei crediti Baker viene definito il Dottore prima di Davison stesso. Questa fu la prima volta, nella quale il Dottore subentrante venne posizionato più in alto del suo predecessore nei titoli di coda. I pantaloni indossati da Baker nella scena della rigenerazione furono modificati per adattarsi alla sua corporatura più robusta. In seguito Davison avrebbe indossato gli stessi pantaloni quando riprese il ruolo del Quinto Dottore in occasione del mini-episodio Time Crash.

## Struttura
Nel 1984 il serial The Caves of Androzani venne teletrasmesso in Gran Bretagna suddiviso in 4 puntate da 25 minuti circa l'una così intitolate:
1. The Caves of Androzani - Part One - 8 marzo 1984, durata 24:33
2. The Caves of Androzani - Part Two - 9 marzo 1984, durata 25:00
3. The Caves of Androzani - Part Three - 15 marzo 1984, durata 24:36
4. The Caves of Androzani - Part Four - 16 marzo 1984, durata 25:37

## Casting
Peter Davison dichiarò che The Caves of Androzani era la sua macrostoria preferita del suo triennio di permanenza nella serie. Egli disse di aver gradito particolarmente il copione scritto da Robert Holmes, l'aver lavorato con il regista Graeme Harper, che secondo lui portò "pace" ed "energia" al programma, oltre ad utilizzare una tecnica di regia molto più cinematografica che televisiva.
Christopher Gable, che interpretò Sharaz Jek nel serial, era all'epoca un attore rinomato ed un ex ballerino. Gable non fu l'unico attore ad essere preso in considerazione per il ruolo; il produttore John Nathan-Turner, che cercava sempre di inserire qualche grosso nome di richiamo all'interno del programma in qualità di ospiti speciali, aveva offerto il ruolo a Tim Curry, ed alle rockstar Mick Jagger e David Bowie. Il management di Bowie declinò l'offerta in quanto le date delle riprese coincidevano con quelle stabilite per il Serious Moonlight Tour (secondo quanto affermato da Nicholas Pegg, biografo di Bowie). Alla fine, venne scritturato Christopher Gable, la prima scelta del regista Graeme Harper (che riteneva Bowie l'unica altra alternativa possibile). John Normington partecipa come ospite speciale nella parte di Morgus; egli tornò a recitare in Doctor Who nel 1988 interpretando Trevor Sigma per la storia The Happiness Patrol.

## Trasmissione ed accoglienza
Al suo primo passaggio in tv nel 1984, The Caves of Androzani ricevette ottime recensioni. Il serial fu replicato sul canale BBC2 in fascia pre-serale nel febbraio-marzo 1993 nel corso di due sabati. Nel 2010, Charlie Jane Anders di io9 indicò la scena finale della terza puntata del serial, dove il Dottore si prepara a distruggere la nave spaziale di Stoz, come uno dei migliori "ganci" nella storia di Doctor Who, se non il migliore in assoluto. Nel 2003, in occasione del 40º anniversario della serie, la rivista Doctor Who Magazine organizzò un sondaggio tra i lettori, e The Caves of Androzani venne votato la miglior storia di sempre. In un sondaggio apparso nel fansite Outpost Gallifrey, The Caves of Androzani è stata votata seconda miglior storia di sempre. In un sondaggio del 2009 apparso su Doctor Who Magazine, The Caves of Androzani è stata votata dai lettori la miglior macrostoria di Doctor Who, davanti a Colpo d'occhio e Genesis of the Daleks. Si tratta dell'unica storia di Peter Davison ad essere stata inserita nella top ten (Tom Baker ha 5 presenze mentre Christopher Eccleston e David Tennant ne hanno due ciascuno). Nel 2013, Andrew Blair di Den of Geek selezionò The Caves of Androzani come una delle dieci migliori storie di Doctor Who che avrebbero potuto diventare dei musical. In un sondaggio del 2014, i lettori di Doctor Who Magazine posizionarono il serial al quarto posto nella classifica aggiornata dei migliori episodi di sempre.

## Edizioni Home video
Nel 1992 la storia è stata pubblicata in VHS nel Regno Unito dalla BBC Video. Il 18 giugno 2001 The Caves of Androzani è stato distribuito in formato DVD in Gran Bretagna. Il DVD contiene un commento audio da parte del regista Graeme Harper e degli attori Peter Davison e Nicola Bryant. Una seconda edizione in DVD è stata distribuita nel 2010 in Germania e Regno Unito.